# Gråbrödraklostret i Köpenhamn

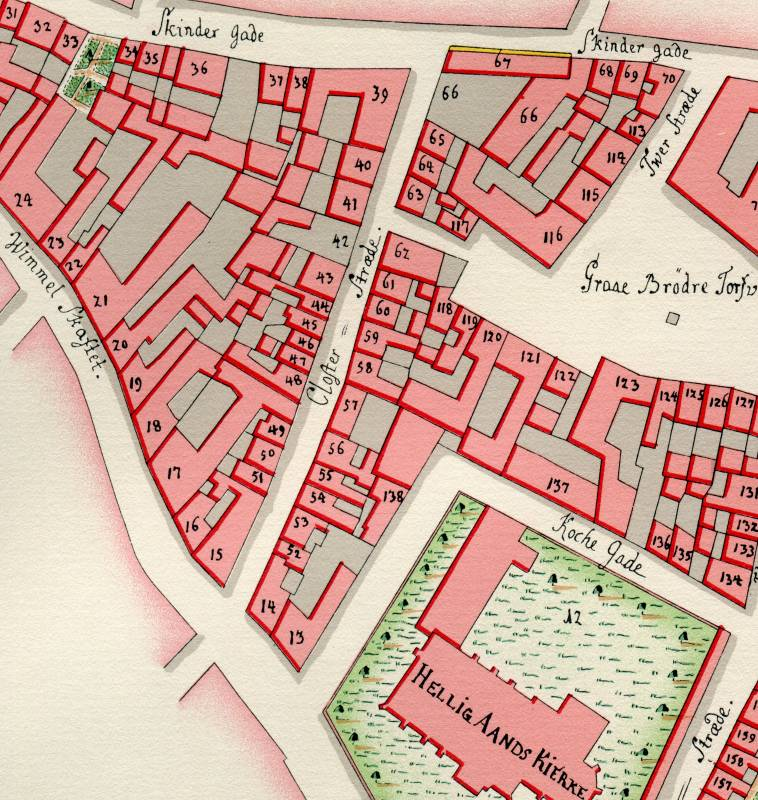
Området för Gråbrödraklostret på Christian Geddes karta från 1667

Gråbrödraklostret i Köpenhamn, danska: Gråbrødre Kloster, var ett danskt kloster inom Franciskanorden i Köpenhamns nuvarande Indre By. Det grundades 1238 och lades ned 1530, några år före reformationen.
Klostret grundades av tyska franciskanermunkar efter det att dottern till Jacob Sunesen Hvide, den tyska grevinnan Ingerd af Regenstein, donerat mark mitt i det område som utgjorde Köpenhamns medeltida bebyggelse. Huvudbyggnaden låg mot nuvarande Klosterstræde och klostrets mark innefattade nuvarande Gråbrødretorv och sträckte sig med en stor trädgård österut till Købmagergade.
Gråbrödraklostret var Köpenhamns första, och till in på 1400-talet stadens enda, kloster. Det var det sjunde franciskanerklostret i Danmark efter det som grundats i Køge 1232. Det blev med tiden förmöget, på grund av gåvor, inklusive egendomar utanför staden. Huvudbyggnaden, som var stans största, var byggd i en fyrkant med fyra byggnadskroppar, användes också för representation, förhandlingar och officiella möten.
Gråbröderna var tiggarmunkar och levde väldigt spartanskt, de offrade nästan all sin tid på att ta hand om de äldre och de sjuka såväl som för de fattiga i staden. Stadsborgarna utanför klostret däremot, menade att munkarna därinne levde ett liv i synd och överflöd, och redan sex år före reformationen i Danmark tvingades munkarna 1530 ut från klostret. Byggnaderna revs delvis och en del av trädgården användes till en ny gata. Återstående byggnader, som den till fängelse konverterade kyrkan, brann ned i Köpenhamns stadsbränder på 1700-talet. Kung Fredrik I beslöt 1532 att kloster, kyrka och avkastande fastigheter skulle övergå till en välgörenhetsstiftelse.
Kvarvarande rester av byggnaderna finns bland annat en mur i Restaurant Peder Oxe i källaren till Gråbrødretorv 11 och rester från husmuren till klostrets härbärge i grannhuset Gråbrødretorv 13.
Riksrådet Corfitz Ulfeldt til Kogsbølle uppförde en gård till sig själv på en del av klostrets mark på hörnet mot nuvarande Kejsergade. Efter det att hans sonson Corfitz Ulfeldt 1663 dömts till döden för landsförräderi, revs den ulfeldtska gården 1664, varefter marken lades ut som offentlig plats. Denna fick 1841 namnet Gråbrødretorv. 